# Rainer von Fieandt
Berndt Rainer von Fieandt (26. prosince 1890 Turku – 28. dubna 1972 Helsinky) byl finský bankéř, v letech 1957–1958 premiér Finska, když vedl nepolitický kabinet.
Vystudoval práva. Od roku 1918 se věnoval bankovnictví (zejm. Föreningsbanken). V letech 1939–1940 byl ministrem zásobování. V letech 1955–1957 byl guvernérem finské centrální banky, přičemž byl odpovědný za významnou devalvaci finské měny v roce 1957. Ta byla klíčová pro liberalizaci finského hospodářství a jeho začlenění do světové ekonomiky. Ve stejném roce byl vybrán prezidentem, aby sestavil úřednickou vládu, v situaci politické krize, jež vypukla v květnu 1957 po rezignaci premiéra Karl-Augusta Fagerholma. Fieandt vedl kabinet do roku 1958, kdy mu zlomil vaz problém cen obilí, jejichž regulaci odmítal. Kvůli tomu jeho vládě vyslovil parlament nedůvěru (143 hlasy proti 50). Poté až do roku 1965 pracoval v Mezinárodní bance pro obnovu a rozvoj.
Kvůli svým obchodním kontaktům s Němci za druhé světové války se octl na černém seznamu Spojených států a nebylo mu uděleno vízum při pokusu do USA vycestovat.